# Diplomatenjagd (Buch)
Diplomatenjagd ist ein Buch des Historikers Daniel Koerfer.
Der unter dem Titel „Das Amt und die Vergangenheit“ publizierte  Abschlussbericht der von Joschka Fischer eingesetzten Historikerkommission hat 2010/2011 eine Debatte zur Rolle des Auswärtigen Amtes im Dritten Reich und in der Nachkriegszeit ausgelöst. Der Historiker Daniel Koerfer, der an der Freien Universität Berlin Neuere Geschichte lehrt, gehörte zu Kritikern der Studie, die die Behörde als „verbrecherische Organisation“ bezeichnet.
In „Diplomatenjagd“ hat er die Entstehungsgeschichte der Unabhängigen Historikerkommission und des Berichtes untersucht sowie Dokumente analysiert. Es stützt sich auf vertrauliche Informationen ehemaliger und aktiver Diplomaten, aber auch aus dem Umfeld der Fischer-Kommission.

## Ausgaben
- Daniel Koerfer: Diplomatenjagd: Joschka Fischer, seine Unabhängige Kommission und das AMT. Strauss, Potsdam 2013, ISBN 978-3-943713-15-2.